# Kent M. Keith
Pour les articles homonymes, voir Keith.
 (mars 2023).
Si vous disposez d'ouvrages ou d'articles de référence ou si vous connaissez des sites web de qualité traitant du thème abordé ici, merci de compléter l'article en donnant les références utiles à sa vérifiabilité et en les liant à la section « Notes et références ».
 (juin 2021).
Kent M. Keith, né en 1949 à Brooklyn (New York), est un écrivain et essayiste américain.
Il est connu pour ses « commandements paradoxaux » qui invitent à être bienveillant et altruiste même si on n'en est pas payé de retour.
Il est marié avec Elizabeth Keith et le couple a eu trois enfants.

## Publications
- The Silent Revolution: Dynamic Leadership in the Student council, Harvard Student Agencies, 1968 (republished by National Association of Secondary School Principals, 1972).
- The Silent Majority: The Problem of Apathy and the Student Council, National Association of Secondary School Principals, 1971.
- An Ethic for Ocean Resource Development, 1981.
- Nukolii and Hawaii's Future, 1983.
- The Paradoxical Commandments: Finding Personal Meaning in a Crazy World, Inner Ocean Publishing, 2001.
- Anyway: The Paradoxical Commandments: Finding Personal Meaning in a Crazy World, G. P. Putnam's Sons, 2002.
- Do It Anyway: The Handbook for Finding Personal Meaning and Deep Happiness in a Crazy World, New World Library, 2003.
- Jesus Did It Anyway: The Paradoxical Commandments for Christians, Berkley, 2005.
- Nine University Presidents who Saved Their Institutions: The Difference in Effective Administration, Edwin Mellen Press, 2008.
- Do It Anyway: Finding Personal Meaning and Deep Happiness by Living the Paradoxical Commandments, New World Library, 2008.
- Have Faith Anyway: The Vision of Habakkuk for Our Times, Jossey-Bass, 2008.
- The Case for Servant Leadership, Terrace Press, 2012.
- Morality and Morale: A Business Tale, Terrace Press, 2012.
- Questions and Answers about Servant Leadership, Greenleaf Center, 2012.
- Servant Leadership in the Boardroom: Fulfilling the Public Trust, Greenleaf Center, 2013
- The Ethical Advantage of Servant Leadership: Guiding Principles for Organizational Success, Greenleaf Center, 2013.
- The Christian Leader at Work: Serving by Leading, Terrace Press (Honolulu, Hawaii), 2015.